# Otto Michael Ludwig Leichtenstern
Otto Michael Ludwig Leichtenstern (ur. 14 października 1845 w Ingolstadt, zm. 23 lutego 1900 w Kolonii) – niemiecki lekarz, tajny radca sanitarny (geheimer Sanitätsrat). 

## Życiorys
Jego ojciec był wojskowym w stopniu oficera i zmarł podczas walk 1866 roku na dur brzuszny. Otto Leichtenstern najpierw uczył się w szkole klasztornej w Ingolstadt, potem studiował na Uniwersytecie Juliusza i Maksymiliana w Würzburgu oraz Uniwersytecie Ludwika i Maksymiliana w Monachium. W 1869 roku został doktorem medycyny na tej drugiej uczelni. Po ukończeniu studiów odbył podróż naukową po najważniejszych klinikach europejskich; odwiedził Würzburg, Wiedeń, Pragę, Londyn, Edynburg, Dublin, Paryż i Lyon. Po powrocie do Monachium był asystentem u Karla von Pfeufera i Josepha von Lindwurma. Po śmierci Felixa von Niemeyera pełnił obowiązki kierownika kliniki w Tybindze, zanim objął ją Carl von Liebermeister. Od 1879 do 1900 był lekarzem naczelnym w miejskim szpitalu w Kolonii. 
Z pierwszego małżeństwa z Anną von Eicken miał dwie córki i syna. 
Zmarł na zapalenie płuc w wieku 54 lat. Pochowany jest na cmentarzu Melaten. Wspomnienie o nim napisał Eduard Lent. Na jego cześć nazwano ulicę w Kolonii.

## Dorobek naukowy
Leichtenstern zajmował się wieloma działami medycyny. Publikował prace poświęcone helmintologii – pierwszy udowodnił, że człowiek może zarazić się tęgoryjcem dwunastnicy przez połknięcie larw. W 1898 roku wysunął hipotezę, że 2-naftyloamina może być czynnikiem etiologicznym raka pęcherza moczowego. Opisał, niezależnie od Adolpha Strümplla, postać zapalenia mózgu określaną w starszym piśmiennictwie jako zapalenie mózgu Leichtensterna-Strümplla. Opisał objaw polegający na hiperalgezji (nadmiernej bolesności) kości w przebiegu zapalenia opon mózgowo-rdzeniowych (objaw Leichtensterna). Jako pierwszy powiązał podostre zapalenie rdzenia z obrazem anemii złośliwej (zespół Leichtensterna).

## Wybrane prace
- Allgemeine Balneotherapie. v. Ziemssen's Handb. der allgem. Therapie II (1880)
- Über asthenische Pneumonien. (Volkmann’s) Sammlung klinisher Vorträge, Leipzig, 1874.
- Handbuch der speciellen Pathologie und Therapie. Leipzig, Vogel (1876)
- Über einige physikalisch-diagnostische Phaenomene. Arch. f. klin. Med XXI (1878)
- Untersuchungen über den Haemoglobulingehalt des Blutes in Gesunden und Kranken Zuständen. Vogel, Leipzig 1878
- Die Krankheiten der Pleura W: Handb. Der Kinderkrankheiten III (1878)
- Die plötzlichen Todesfälle bei pleuritischen Exsudaten. Arch. f. klin. Med. XXV (1880)
- Über Pons-Erkrankungen und die seitliche Deviation der Augen bei Hirnkrankheiten (D. m. W. 1881)
- Die Symptomatologie der Brücken-Erkrankungen (razem z Hunniusem), Bonn 1881
- Die Diagnose der Thrombose des Hirnsinus. D. m W (1880)
- Zur Kenntniss in Entfernung vernehmbarer Herz- und Lungengeräusche
- Die 1880/81 in Köln herrschende Scharlach-Epidemie (1881)
- Über epidemische Tuberculose bei Hühnern (1883)
- Über 16 Fälle von Trichinosis
- Übertragung des Typhus durch Milch
- Über progressive perniciöse Anaemie bei Tabes-Kranken (1884)
- Über conträre oder paradoxe Chinin-Wirkung
- Zur Entwickelungsgeschichte von Ankylostoma duodenale. Vorläufige Mittheilung. Centralblatt für klinische Medicin 7: 132-133 (1886)
- Fütterungsversuche mit Ankylostomalarven. Eine neue Rhabditisart in den Fäces von Ziegelarbeitern: Berichtigung. Centralblatt für klinische Medicin 7: 673-675 (1886)
- Einiges über Ankylostoma duodenale. Deutsche medicinische Wochenschfrift 13: 565-568, 594-596, 620-623, 645-647, 669-672, 691-694, 712-715 (1887)
- Über intravenöse Kochsalz-Infusion bei Verblutungen. Volkmann's Samml. klin. Vortr Nr. 25 (1891)
- Mittheilungen über die Influenzaepidemie 1889/1890. Deutsche medicinische Wochenschrift 11-43 (1890)
- Die epidemische Genickstarre in Rheinland und Westfalen und die Epidemie 1885 in Köln (Festschr. d. niederrh. Ver. für Gesundheitspfl. zum 50jähr. Dr.-Jubil. v. Pettenkofer's, Bonn 1893)
- Die Influenza und Lengue [W:] Nothnagels Handb. der spez. Pathol. und Therapie IV (1896)
- Karl von Liebermeister, Otto Michael Ludwig Leichtenstern, Georg Sticker: Cholera Asiatica und Cholera Nostras. A. Hölder, 1896
- Influenza und Dengue. Alfred Hölder, 1896
- Die Behandlung der Krankheiten der Leber und Gallengänge, der Pancreaskrankheiten, der Darmschmarotzer. W: Pentzoldt's und Stintzing's Handb. der Therapie innerer Krankheiten 2. Aufl., IV, Jena 1898
- Ueber Ankylostoma duodenale. Wiener klinische Rundschau 12: 361-363, 377-378, 393-395, 412-414, 428-429 (1898)
- Die Lebensgeschichte des Ankylostoma duodenale. Centralblatt für Bakteriologie und Parasitenkunde, Abteilung originale 24: 974-980 (1898)
- Ueber Anguillula intestinalis. Deutsche medicinische Wochenschrift 24: 118-121 (1898)
- Zur Lebensgeschichte der Anguillula intestinalis. Centralblatt für Bakteriologie, Parasitenkunde und Infek tionskrankheiten, Abteilung originale 25: 226-231 (1899)
- Über "infectiöse" Lungenentzündungen und den heutigen Stand der Psittacosis-Frage (Bonn 1899)
- Zur Ankylostoma-anämie (1899)